# Trasmettitore di Santa Palomba
Il trasmettitore di Santa Palomba è una struttura di radiotrasmissione ad alta potenza su onde medie.
Appartiene alla Rai e si trova a Pomezia in località Santa Palomba, da cui il nome, al km 21,200 di via Ardeatina.
Il primo trasmettitore di tale impianto entrò in esercizio nel 1929.

## Storia
La costruzione della stazione iniziò nel 1929 su un terreno di circa 75 000 m² nella località di Santa Palomba lungo via Ardeatina, all'epoca ancora interamente ricompresa nel comune di Roma.
L'impianto, della potenza di 50 kW, era alimentato dalla centrale elettrica San Paolo della Società di Elettricità e Gas di Roma nonché da una linea di riserva della Società Laziale di Elettricità.
Tra le più potenti trasmittenti d'Europa in onde medie, aveva un'antenna alta 265 metri, poi ridotta a 175, da cui veniva trasmesso il segnale radiofonico di Roma 2 sugli 846 kHz (pari a 354,3 metri di lunghezza d'onda) nonché tre tralicci da 120 metri su cui era installata l'antenna trasmittente del segnale radiofonico di Roma 1 sui 1 332 kHz (225 metri).
Nel corso degli anni novanta l'impianto fu rinnovato tecnologicamente e adeguato a una potenza massima di 1 200 kW per il trasmettitore di Roma 2 e di 600 per Roma 1, anche se a fine decennio il segnale fu ridotto a un quarto della potenza massima per rimanere nel rispetto dei limiti di emissione elettromagnetica; nel 2002 l'impianto cessò le trasmissioni di Radio 1, mantenendo solo Radio 2 e, dalla mezzanotte alle 5:57, il Notturno italiano.
Dopo un periodo di inattività dei trasmettitori, dal 31 gennaio 2007 fu riattivato il trasmettitore operante sugli 846 kHz con potenza molto bassa. Il segnale fu irradiato dal traliccio autoportante da 75 metri allo scopo di verificare il livello di inquinamento elettromagnetico.
Dal 14 gennaio 2008 iniziarono sulla frequenza di 846 kHz le emissioni con lo standard digitale DRM con una potenza di 25 kW.
L'area su cui sorge il centro trasmissioni, inclusi gli immobili e le antenne, sono in via di dismissione da parte di Rai Way. Il 31 dicembre 2011, con la chiusura di Rai International, cessarono pure le trasmissioni del Notturno italiano, in onda sugli 846 kHz.
Nel giugno 2013 fu abbattuta l'antenna principale di trasmissione alta 186 metri e tuttora la zona vige in uno stato di abbandono e incuria.